# Bruchia brevifolia
Bruchia brevifolia là một loài rêu trong họ Bruchiaceae. Loài này được Sull. mô tả khoa học đầu tiên năm 1856.